# Joseph Goupy
Pour les articles homonymes, voir Goupy.
Joseph Goupy (1689-1769) est un peintre, aquarelliste, scénographe et graveur d'origine française ayant effectué toute sa carrière en Angleterre, et un temps le proche collaborateur de Georg Friedrich Haendel. Après une ascension fulgurante, il connaît une fin relativement misérable.

## Biographie
La vie de Joseph Goupy a été en partie reconstituée en 2008 par Ellen T. Harris.

### Jeunesse et premiers succès
Joseph Goupy est né en 1689 à Londres, issu d'une famille d'artistes dans laquelle on trouve Bernard Lens III (en) et son oncle le peintre miniaturiste Louis Goupy qui fut en partie son initiateur à l'art. Le British Museum le considère comme un artiste français et britannique. 
En 1705, âgé de seize ans, il part à Rome effectuer le Grand Tour, qui va durer près de sept ans. Durant cette période, il rencontre Marco Ricci, lequel devient à la fois son maître et son ami toute sa vie durant. Sous l'influence de Ricci, le jeune Goupy va prendre goût aux représentations de paysages, à la satire (les caricaturas) et à la scénographie. Durant cette même période, Georg Friedrich Haendel est aussi en Italie mais on ne sait s'ils se sont croisés. Ricci arrive à Londres en 1708, répondant à l'appel de Charles Montagu (1662-1722), futur directeur de la Royal Academy of Music. Par ailleurs, Goupy fait escale durant son séjour à Malte.
En 1711, lui et son oncle Louis sont parmi les premiers à souscrire à la Great Queen Street Academy dirigée par Godfrey Kneller, et ouverte cette année-là. De son côté, Louis partira en Italie avec lord Burlington en 1714-1715.
Joseph se lance dans le métier de peintre-copiste de toiles de maîtres en format réduit : ses premières grandes commandes viennent du baron Johann Adolph von Kielmansegg (1668-1717) pour lequel il doit exécuter des petites copies à la gouache des fameux Cartons de Raphaël pour lesquelles il reçoit 250 £, puis de James Brydges, comte de Carnarvon et duc de Chandos. Des artistes sont à cette époque proches de lui, tels Michael Dahl et John Wootton, membres du cercle de Godfrey Kneller, et font partie des gens qui lui achètent des copies de tableaux de maîtres. Sa réputation atteint les sommets en 1724, quand George Ier lui demande de restaurer Le Triomphe de César d'Andrea Mantegna au château de Hampton Court, pour lequel il est payé 200 £. Cette année-là, George Vertue signale dans ses Notes que Goupy participe aux côtés du peintre Peter Tillemans, à l'élaboration de toiles pour des scénographies destinées au Haymarket Opera House : il s'agit d'un travail pour le Giulio Cesare in Egitto de Haendel. En 1727, son premier travail officiel pour la Royal Academy of Music est attesté et concerne les décors peints du Riccardo Primo toujours de Haendel. Par ailleurs, Goupy grava une scène tirée de la vie de Caius Mucius Scaevola, en partie portée en musique par Haendel.
Il produit aussi durant cette période deux suites de gravures pour le duc de Devonshire, le duc de Rutland et Jonathan Richardson. Il grave aussi pour John Taylor of Bifrons (mort en 1729), le père du mathématicien Brook Taylor. Il donne également des cours de dessin au jeune aristocrate Robert Spencer (1701-1729), à la comtesse Dorothy Savile Boyle, l'épouse de lord Burlington, qui fut une remarquable portraitiste, à Mark Catesby. Ses revenus atteignent 600 £ par an, soit plus de 15 000 livres françaises.
Des années 1720-1730, date la plupart de ses gravures d'après des paysages de maîtres italiens. En 1735, il est aux côtés de William Hogarth pour que soit enfin votée la Engraver Copyright Act, protégeant les graveurs du piratage de leurs planches.
Il est désormais réputé pour être le meilleur dessinateur et aquarelliste du pays.

### L'affaire John Hedges (mars 1738)

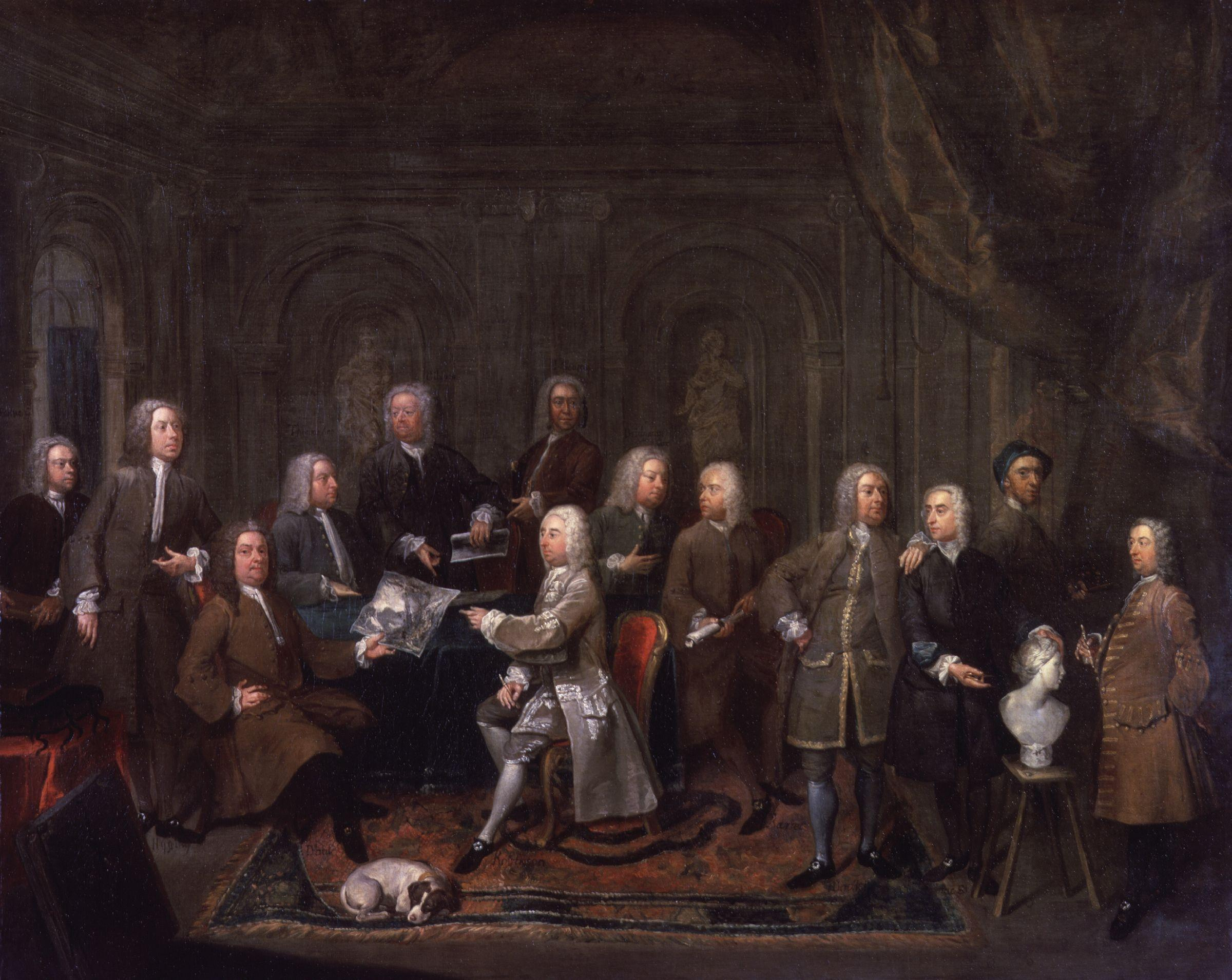
A Conversation of Virtuosis... at the Kings Arms (1735), toile de Gawen Hamilton : Goupy est le 6e en partant de la gauche. Le peintre l'offrit à Frédéric qui lui fit rendre après sa mort.

En 1717, Goupy était devenu le professeur de dessin, puis l'ami de John Hedges (1688-1737), l'un des fils du directeur de l'East India Company et de la Banque d'Angleterre, mais l'héritier lui demande souvent d'avancer pour lui des sommes d'argent dans l'achat de tableaux. En 1726, terrassé soi-disant par la goutte, Goupy renonce à l'accompagner à Turin, dans une mission d'achat pour la Couronne. Se méfiant de Hedges, Dorothy Chaveney, à qui Goupy donnait des cours, et qui possédait une maison sur New Bond Street, met en garde le peintre ; elle le logea durant plus de quinze ans, se montrant prévenante et attentionnée. Durant cette période, Hedges se sert de Goupy comme d'un courtier factotum, le sollicite sans cesse à demeure, lui fait exécuter toiles et gravures, sans jamais payer le peintre, qui se retrouve à réclamer près de 2 000 £ au moment du décès de son « ami » au frère de celui-ci, Charles, qui, agacé, attaque le peintre en mars 1738 car Goupy n'apparaît pas dans la liquidation. S'ensuit un procès retentissant qui dure deux ans, et qui semble avoir été en partie remporté par le peintre, mais en réalité l'affaire est plus complexe : quand Frédéric de Galles le nomme Cabinet Painter en 1737, il ne fait que suivre la logique induite dans le testament de Hedges qui était... son propre trésorier, lequel était allé quelques mois plus tôt devant le Parlement rappelé que Sa Majesté avait dépassé de six fois la somme inscrite à sa liste ! Ainsi, Goupy passe du possessif Hedges au capricieux et dispendieux prince, de l'intermédiaire au commanditaire, comme un simple fournisseur, réduisant en partie sa carrière au bon plaisir d'un mécène exclusif. Goupy fut défendu durant ce procès par Dorothy et un grand nombre d'amis peintres qui étaient très solidaires, comme en témoignent Vertue dans ses Notes et le fameux tableau du Club des Virtuosi de Gawen Hamilton (1735, ci-contre).

### L'affaire de la gravure satirique

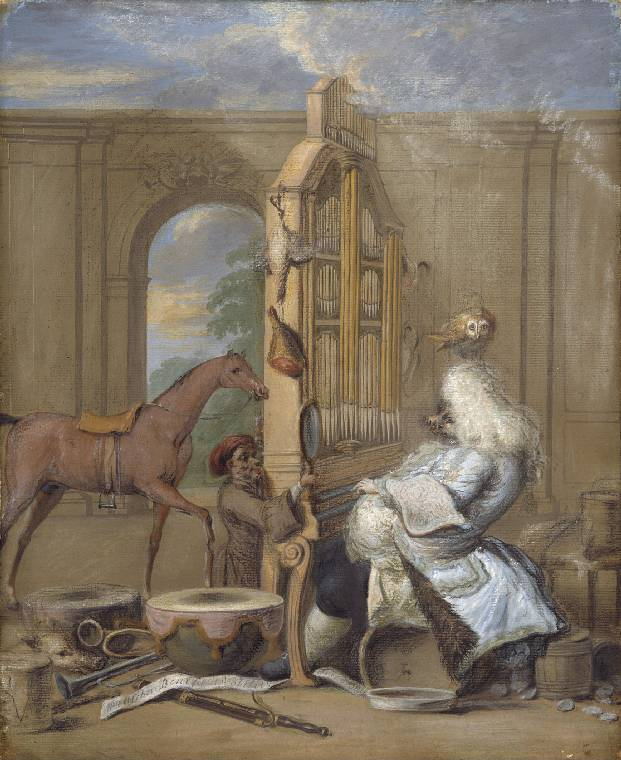
The Charming Brute (Fitzwilliam Museum, Cambridge), l'aquarelle de Goupy visant Haendel...

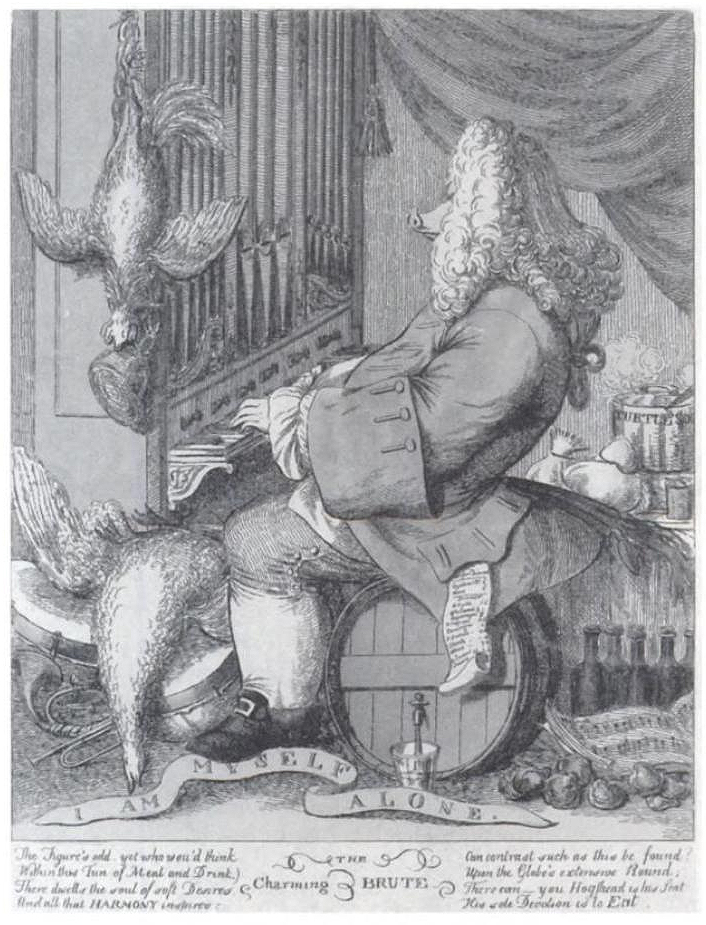
... et l'une des gravures anonymes qui en fut tirée.

Encore une fois, Goupy va se faire manipuler par les puissants : il produit vers 1740 une petite gouache mettant en scène un Haendel gloutonesque, avec une face de cochon et un corps énorme. La chose aurait pu rester privée, quand la peinture fut traduite en gravure, non pas en 1754 — date à laquelle deux nouvelles gravures inspirées de l'originale furent anonymement tirées —, mais bien plus tôt, avant la fin des années 1740, et sans doute sous le manteau. Le titre en est True Representation of The Charming Brute. Pourquoi Goupy fit cela, quand on sait que Haendel collectionnait particulièrement les copies et les gravures de Goupy comme le révèle le catalogue de la vente posthume de la collection du musicien. Il semblait bien au départ que la raison principale de cette satire fut encore l'argent : Haendel n'avait pas réglé à Goupy un certain nombre de traites et s'attribuait les trouvailles de ses collaborateurs pour la mise en scène de ses propres opéras, d'où le sous-titre de la satire : I am myself alone, mais en réalité, il s'agissait d'une manipulation organisée par Frédéric : pour agacer George II totalement amouraché de Haendel, le prince joua la carte des rivaux de ce dernier, dont Giovanni Bononcini, et il est fort probable que la gravure ait été commanditée en sous-main pour humilier le musicien favori du roi. Ce n'est toutefois pas le seul motif satirique dans la production de Goupy,.

### Une fin misérable
Après avoir envoyé Goupy en missions à Paris en 1748 et 1750 pour acheter en son nom des œuvres, et fait réaliser des dessins pour le mobilier des jardins botaniques royaux de Kew, Frédéric meurt en 1751. Le peintre se retrouve peu à peu isolé, les Virtuosi ne forment plus de club depuis 1747, et Vertue meurt en 1756. L'époque a changé, le goût n'est plus aux copies de maîtres mais aux contemporains, britanniques de surcroît, à de jeunes premiers comme l'ambitieux Joshua Reynolds qui prend pour cible l'ancienne génération, entre autres William Hogarth. Ellen T. Harris émet l'hypothèse qu'au moment de la guerre de Sept Ans, son ascendance française a pu lui nuire, ainsi que son très hypothétique catholicisme. Il sombre peu à peu dans le besoin et doit vendre sa maison. Il en appelle à George III en 1760 pour de l'aide en tant que « vieux serviteur de la famille » — il a près de 70 ans —, et celui-ci lui fait verser une guinée par semaine jusqu'à sa mort.
Retrouvant la force de peindre, Goupy est élu membre de la Society of Artists le 31 mai 1765 et expose avec le groupe, mais pas les années suivantes. Deux mois plus tôt, il vendait aux enchères une partie de sa collection d'art.
Il meurt en 1769 à Londres (le Bénézit le fait mourir « avant 1782 »). Son atelier et sa collection, ou du moins ce qu'il en restait, furent dispersés à la « vente posthume » du 3 avril 1770,.

## Œuvre gravé

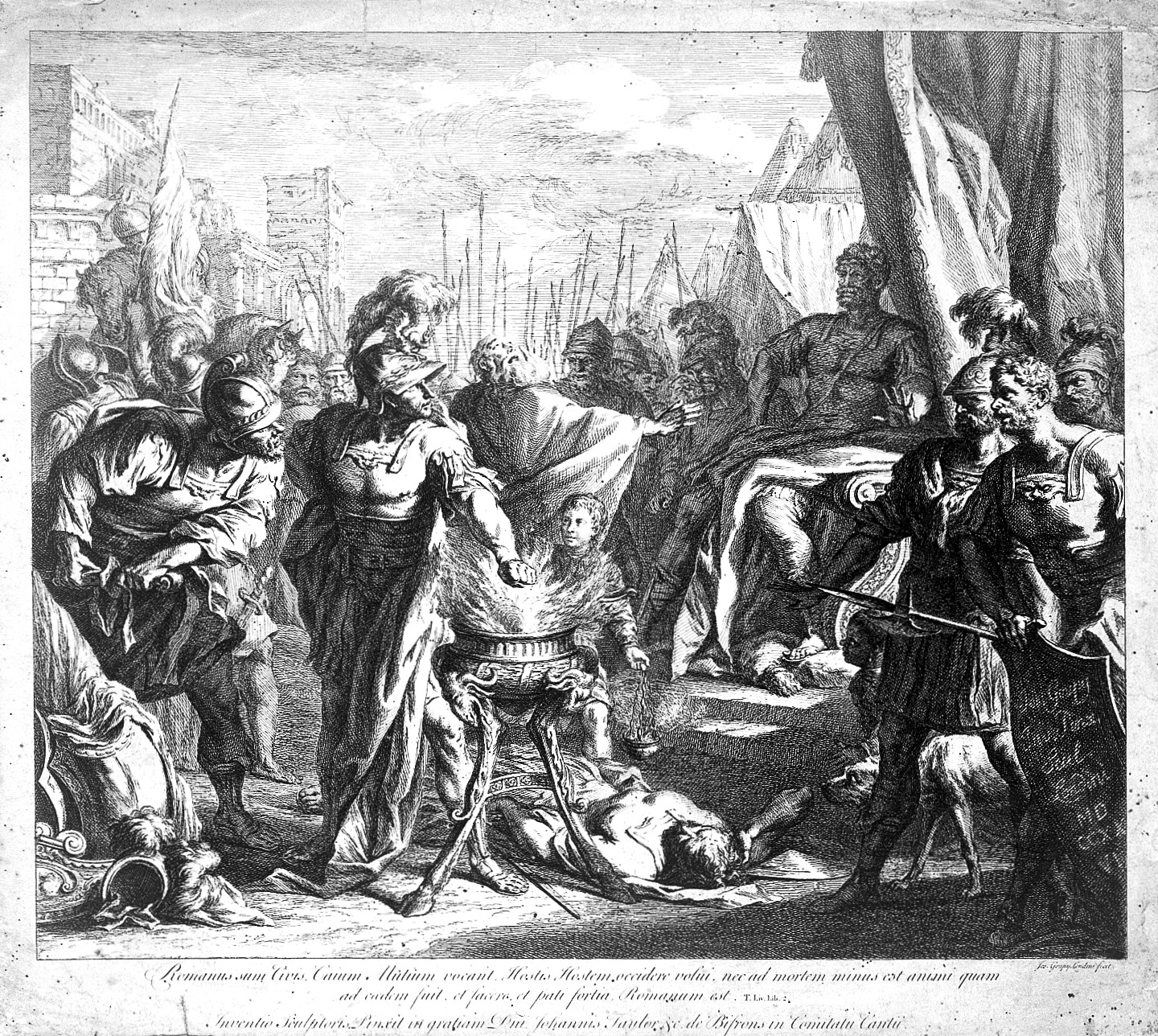
Gravure originale (1726) de Goupy : scène tirée de la vie de Caius Mucius Scaevola, dédiée à John Taylor of Bifrons.

En 1725, est publiée une suite de Vue de Malte, remarquable travail topographique tiré de ses aquarelles gravées par Antoine Benoist (1721-1770). Signant Jos. Goupy fecit. londini ou delineavit, graveur d'interprétation, il produisit des planches d'après Claude Lorrain, Nicolas Poussin (d'après Pyrame et Thisbé, une seule gravure et épreuve connue après la lettre, titrée A Land Storm, dédiée à William Morris), Salvator Rosa (suite de neuf, British Museum), Rubens, Francesco Solimena. Il travailla en société avec le graveur Elisha Kirkall (?-1742). Ses dessins sont traduits en gravure en 1770 par M.-A. Benoist (un retirage sans doute effectué par le marchand John Boydell). Il dirigea la fabrication de planches d'après des paysages peints par son ami Marco Ricci et son oncle Sebastiano Ricci, supervisant entre autres Chatelain.